# Rhabdozoum wilsoni
Rhabdozoum wilsoni är en mossdjursart som först beskrevs av Walter Douglas Hincks 1882.  Rhabdozoum wilsoni ingår i släktet Rhabdozoum och familjen Rhabdozoidae. Inga underarter finns listade i Catalogue of Life.